# Lambertus van den Wildenbergh (kunstschilder)
Lambertus van den Wildenbergh (Arnhem, 20 december 1803 - Antwerpen, in of na 1857) was een Nederlands kunstschilder, tekenaar en fotograaf. Hij was enkele decennia stadsteekenmeester aan de Teekenschool in Eindhoven.

## Biografie
Van den Wildenbergh was een zoon van een horlogemaker uit Arnhem. Hij studeerde van circa 1821 tot 1822 aan de Koninklijke School voor Nuttige en Beeldende Kunsten in Den Bosch. Hij rondde zijn studie af op de Koninklijke Academie voor Schone Kunsten van Antwerpen, mogelijk bij Mathias van Bree.
Toen hij zich in 1836 waarschijnlijk in Brussel bevond, trouwde hij met de Eindhovense M.J. van Antwerpen (1811-1896); samen kregen ze vijf kinderen. Vanaf enkele jaren na zijn huwelijk was hij als stadsteekenmeester (directeur) verbonden aan de Teekenschool in Eindhoven (1839-1857). Ondertussen schilderde hij tussen 1844 en 1850 de kruiswegstaties van vier Noord-Brabantse kerken.
Daarnaast maakte hij portretten van verschillende Brabantse notabelen. Schilderijen van zijn hand werden opgenomen in de collectie van Museum Kempenland in Eindhoven. Ook was hij een van de vroege fotografen. Hij werkte met de techniek daguerreotypie.
In 1857 vertrok hij naar Antwerpen. Hoe zijn loopbaan hierna verliep is niet bekend.

## Galerij
| Medicus Michael Jacobus Aertnijs (1773-1861) en Lucia Aertnijs-Sauvé (1790-1869) – geschilderd in 1857    |
| medicus Michael Jacobus Aertnijs (1773-1861) en Lucia Aertnijs-Sauvé (1790-1869), 1857, Museum Kempenland |